# 坂本清次郎
坂本 清次郎（さかもと せいじろう、天保12年（1842年） - 明治36年（1903年））は、幕末期の土佐藩出身の志士、明治期の自由民権運動家。 
本名は鎌田清次郎で、明治期に三好賜・三好清明と改名した。

## 略歴
天保12年（1842年）、 土佐藩陪臣鎌田実清と坂本幸の母・久の姉妹の井上好春の娘の二男として生まれる。
文久3年（1863年）、12歳で幸の息子の土佐藩郷士・坂本権平の娘・坂本春猪と結婚して権平の養子となる。この頃、五十人組に参加した経歴がある。
元治元年（1864年）に長女・鶴井（後に坂本直寛の妻となる）が生まれ、慶応元年（1865年）には次女・兎美が生まれるが、慶応3年（1867年）に脱藩して叔父の坂本龍馬の海援隊に参加した。妻子を残して脱藩した清次郎に対しての龍馬の評価は手厳しく、龍馬の姉乙女への手紙には「何も思惑のない人」と書いている。
龍馬は坂本家に迷惑がおよばないよう、後藤象二郎に相談したり、土佐へ帰国するよう促すなどしている。
明治3年（1870年）、土佐へ帰国するが、脱藩罪を問われ禁足にあう。赦免後、実家の兄・鎌田儀蔵が病死していたことから坂本家を離れ、鎌田家を継いた。
以後、自由民権運動に参加したり、三好賜（後に清明）と改名したりする。また、その後はさらに長男・譲、長女・亀代をもうける。
鎌田家を継いだ後も娘婿の坂本直寛宅に同居していたが、明治23年（1890年）広島市へ移住し、その地で明治36年（1903年）に死去した。